# Le Samyn des Dames 2016
Le Samyn des Dames 2016 var det femte løb i kvindernes version af landevejscykelløbet Le Samyn, i Hainaut, Belgien. Det blev afholdt den 2. marts 2016 over en afstand på 112,8 km. Løbet startede i Quaregnonog sluttede i Dour. Det blev af UCI klassificeret som et 1.2 løb.

## Resultater
| Nr. | Rytter                  | Hold                            | Tid         |
| --- | ----------------------- | ------------------------------- | ----------- |
| 1   | Chantal Blaak (NED)     | Boels-Dolmans                   | 3h 03' 036" |
| 2   | Emma Johansson (SWE)    | Wiggle High5                    | + 0"        |
| 3   | Amy Pieters (NED)       | Wiggle High5                    | + 14"       |
| 4   | Floortje Mackaij (NED)  | Team Liv-Plantur                | + 14"       |
| 5   | Demi de Jong (NED)      | Boels-Dolmans                   | + 14"       |
| 6   | Nikki Harris (GBR)      | Boels-Dolmans                   | + 14"       |
| 7   | Christine Majerus (LUX) | Boels-Dolmans                   | + 18"       |
| 8   | Kelly Druyts (BEL)      | Topsport Vlaanderen-Pro-Duo     | + 41"       |
| 9   | Lauren Kitchen (AUS)    | Hitec Products                  | + 48"       |
| 10  | Roxane Fournier (FRA)   | Poitou-Charentes.Futuroscope.86 | + 48"       |

Kilde